# Jądro smukłe

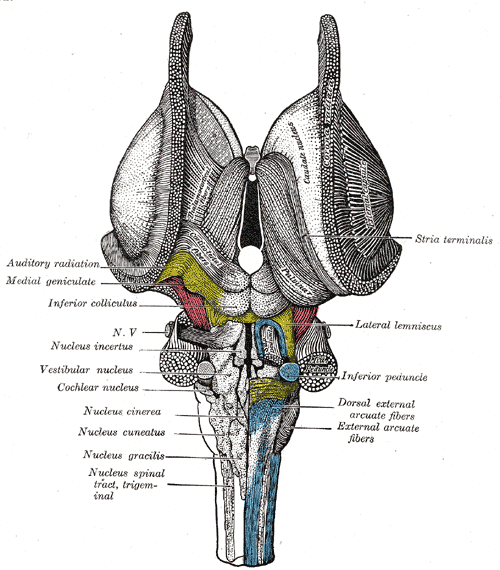
Jądro smukłe podpisane Nucleus gracilis

Jądro smukłe (łac. nucleus gracilis), jądro Golla (nucleus Goll), jądro pęczka smukłego (nucleus fasciculi gracilis) – w anatomii człowieka jedno z jąder sznurów tylnych rdzenia przedłużonego, biorących udział w przewodzeniu czucia głębokiego.
Jądro smukłe jest czworoboczne w przekroju poprzecznym, najszersze na poziomie dolnego końca oliwki, ku górze i dołowi się zwężające. Jego dolny koniec znajduje się na wysokości skrzyżowania piramid, górny w połowie odcinka oliwkowego rdzenia przedłużonego. Jądro od wszystkich stron jest otoczone włóknami pęczka smukłego.  
Do jądra smukłego, poprzez pęczek smukły, dochodzą nieskrzyżowane neurony wiodące informacje z receptorów czucia głębokiego. Od jądra smukłego odchodzą aksony, które krzyżując się w skrzyżowaniu wstęg biegną jako wstęga przyśrodkowa i dochodzą do jądra tylno-bocznego wzgórza.
Nazwa eponimiczna upamiętnia szwajcarskiego fizjologa Friedricha Golla.